# Ceratostema reginaldii
Ceratostema reginaldii är en ljungväxtart som först beskrevs av Herman Otto Sleumer, och fick sitt nu gällande namn av A. C. Smith. Ceratostema reginaldii ingår i släktet Ceratostema och familjen ljungväxter. Inga underarter finns listade i Catalogue of Life.